# 손가락 약속

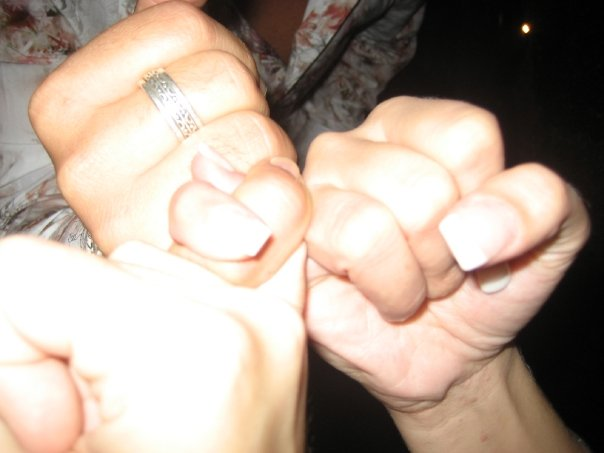
손가락 약속

손가락 약속(---約束)은 약속 엄수를 맹세하기 위해 수행되는 대중의 풍습이다. 후크 모양으로 구부린 새끼손가락을 서로 걸어 맞는다. 이때 손가락을 얽어 맞는 상태에서 엄지손가락으로 맞 도장을 찍는다.

## 같이 보기
- 엄지손가락
- 집게손가락
- 가운뎃손가락
- 약손가락
- 새끼손가락